# Cryptic Studios
Cryptic Studios ist ein US-amerikanisches Unternehmen, das Massively Multiplayer Online Role-Playing Games entwickelt. Gegründet wurde das Unternehmen im Juni 2000, Firmensitz ist Los Gatos in Kalifornien. Am 28. April 2004 veröffentlichte NCsoft das erste Spiel der Firma unter dem Namen City of Heroes und am 31. Oktober 2005 den Nachfolger City of Villains. City of Villains ist sowohl ein eigenständiges Spiel als auch eine Erweiterung von City of Heroes.
Am 9. Dezember 2008 gab Atari bekannt, dass sie Cryptic Studios für 28 Millionen US-Dollar plus erfolgsabhängige Prämien von bis zu 20 Millionen US-Dollar übernehmen werden. 2009 erschien ein neues Onlinespiel namens Champions Online, welches auf dem Pen-&-Paper-Rollenspiel Champions basiert. Am 2. Februar 2010 erschien mit Star Trek Online ein MMORPG im Star Trek Universum. Am 23. August 2010 wurde die Entwicklung des MMORPG Neverwinter auf Basis der D&D-Lizenz bekanntgegeben.
Am 9. August 2011 gab Atari bekannt, dass Cryptic Studios für 35 Millionen Euro an den chinesischen Publisher Perfect World verkauft wurde.

## Spiele
- City of Heroes
- City of Villains
- Champions Online
- Star Trek Online
- Neverwinter
- Marvel Heroes